# American Horror Stories
American Horror Stories là loạt phim truyền hình nhiều tập kinh dị của Mỹ được sản xuất bởi Ryan Murphy và Brad Falchuk dành cho kênh FX trên Hulu. Bộ phim được công chiếu vào ngày 15 tháng 7 năm 2021 và là bộ phim thứ ba trong loạt phim Câu truyện Mỹ, một bộ spin-off trực tiếp từ bộ phim Truyện kinh dị Mỹ. Dàn diễn viên bao gồm những diễn viên từ bộ phim gốc như Matt Bomer, Celia Finkelstein, Naomi Grossman, John Carroll Lynch, Charles Melton, Billie Lourd, Chad James Buchanan, Cody Fern, Dylan McDermott, Jamie Brewer, Denis O'Hare, Matt Lasky, Gabourey Sidibe, Max Greenfield, Austin Woods, Seth Gabel, Teddy Sears, Cameron Cowperthwaite, Spencer Neville và Rebecca Dayan. 
Vào tháng 8 năm 2021, bộ phim được gia hạn thêm mùa thứ hai, lên sóng vào ngày 21 tháng 7 năm 2022.

## Tiền đề
Một series phim nhiều tập được chiếu hàng tuần, trong đó mỗi tập phim là một câu truyện kinh dị khác nhau.
Một số tập phim có kết nối tới những mùa trước đó của Truyện Kinh dị Mỹ. 2 phần của tập "Rubber (wo)Man" và "Game Over" có kết nối tới Nhà sát nhân và tập phim "Dollhouse" kết nối với Hội phù thủy.

## Sản xuất

### Phát triển
Vào ngày 11 tháng 5 năm 2020, Murphy tiết lộ một bộ phim spin-off từ Truyện kinh dị Mỹ mang tên American Horror Stories đang được sản xuất; nó sẽ bao gồm nhiều tập phim riêng biệt nhau thay vì mỗi mùa là một câu truyện khác nhau. Mùa đầu tiên sẽ bao gồm 7 tập phim. Vào ngày 13 tháng 8 năm 2021, FX gia hạn cho bộ phim thêm mùa thứ hai bao gồm 8 tập.

### Diễn viên
Matt Bomer, Gavin Creel, Sierra McCormick, Kaia Gerber, Paris Jackson, Aaron Tveit, Merrin Dungey, Celia Finkelstein, Ashley Martin Carter, Valerie Loo, Selena Sloan và Belissa Escobedo sẽ đóng chính trong 2 tập phim đầu tiên. Một số các diễn viên từng xuất hiện trên Truyện kinh dị Mỹ sẽ tham gia bộ phim này bao gồm Naomi Grossman, Cody Fern, Chad James Buchanan, John Carroll Lynch, Dylan McDermott, Charles Melton và Billie Lourd cùng với những diễn viên mới như Danny Trejo, Kevin McHale, Dyllón Burnside, Madison Bailey, Rhenzy Feliz, Amy Grabow, Nico Greetham, Ronen Rubinstein, Virginia Gardne, Dane Diliegro và những người khác.
Cody Fern và Nico Greetham cũng được dự tính sẽ quay lại vào mùa hai. Những diễn viên đã từng xuất hiện trong Truyện Kinh dị Mỹ bao gồm Denis O'Hare, Teddy Sears, Gabourey Sidibe, Rebecca Dayan, Max Greenfield, Seth Gabel, Cameron Cowperthwaite, Spencer Neville, Matt Lasky và Austin Woods cũng sẽ quay trở lại cùng với những diễn viên mới bao gồm Judith Light, Bella Thorne, Dominique Jackson, Britt Lower, Quvenzhané Wallis, Kyla Drew, Kyanna Simone và Alicia Silverstone.

### Quay phim
Vào ngày 4 tháng 8 năm 2020, Sarah Paulson được xác nhận sẽ là một trong những đạo diễn của bộ phim; tuy nhiên, Paulson cuối cùng không tham gia vào bộ phim.

### Phân cảnh tựa đề
Mỗi tập phim có một phân cảnh tựa đề riêng ngoại trừ hai tập đầu có chung bởi vì chúng có liên kết với nhau. Nhạc nền và phông chữ của Truyện kinh dị Mỹ được dùng lại trong tất cả những phân cảnh tựa đề của từng tập.

## Tập phim
| Mùa | Mùa | Số tập | Số tập | Phát hành gốc       | Phát hành gốc       |
| Mùa | Mùa | Số tập | Số tập | Phát hành lần đầu   | Phát hành lần cuối  |
| --- | --- | ------ | ------ | ------------------- | ------------------- |
|     | 1   | 7      | 7      | 15 tháng 7 năm 2021 | 19 tháng 8 năm 2021 |
|     | 2   | 8      | 8      | 21 tháng 7 năm 2022 | 8 tháng 9 năm 2022  |

### Mùa 1 (2021)
| TT. tổng thể | TT. trong mùa phim | Tiêu đề                  | Đạo diễn        | Biên kịch                  | Ngày phát sóng gốc  |
| --- | ------------------ | ------------------------ | --------------- | -------------------------- | ------------------- |
| 1 | 1                  | "Rubber(wo)Man Part One" | Loni Peristere  | Ryan Murphy & Brad Falchuk | 15 tháng 7 năm 2021 |
| Diễn viên: Matt Bomer, Gavin Creel, Sierra McCormick, Paris Jackson, Belissa Escobedo, Merrin Dungey, Selena Sloan, Ashley Martin Carter, Valerie Loo                                                                                          |                    |                          |                 |                            |                     |
| 2 | 2                  | "Rubber(wo)Man Part Two" | Loni Peristere  | Brad Falchuk               | 15 tháng 7 năm 2021 |
| Diễn viên: Matt Bomer, Gavin Creel, Sierra McCormick, Kaia Gerber, Paris Jackson, Belissa Escobedo, Merrin Dungey, Aaron Tveit, Selena Sloan, Ashley Martin Carter, Valerie Loo, Celia Finkelstein                                             |                    |                          |                 |                            |                     |
| 3 | 3                  | "Drive In"               | Eduardo Sánchez | Manny Coto                 | 22 tháng 7 năm 2021 |
| Diễn viên: Rhenzy Feliz, Madison Bailey, Ben J. Pierce, Naomi Grossman, Leonardo Cecchi, Kyle Red Silverstein, Amy Grabow, Adrienne Barbeau, John Carroll Lynch                                                                                |                    |                          |                 |                            |                     |
| 4 | 4                  | "The Naughty List"       | Max Winkler     | Manny Coto                 | 29 tháng 7 năm 2021 |
| Diễn viên: Kevin McHale, Nico Greetham, Dyllón Burnside, Charles Melton, Taneka Johnson, Danny Trejo |                    |                          |                 |                            |                     |
| 5 | 5                  | "BA'AL"                  | Sanaa Hamri     | Ali Adler & Manny Coto     | 5 tháng 8 năm 2021  |
| Diễn viên: Billie Lourd, Ronen Rubinstein, Virginia Gardner, Vanessa Estelle Williams, Michael B. Silver, Kimberley Drummond, Chad James Buchanan, Jake Choi, Misha Gonz-Cirkl                                                                 |                    |                          |                 |                            |                     |
| 6 | 6                  | "Feral"                  | Manny Coto      | Manny Coto                 | 12 tháng 8 năm 2021 |
| Diễn viên: Cody Fern, Aaron Tveit, Tiffany Dupont, Blake Shields, Colin Tandberg |                    |                          |                 |                            |                     |
| 7 | 7                  | "Game Over"              | Liz Friedlander | Ryan Murphy & Brad Falchuk | 19 tháng 8 năm 2021 |
| Diễn viên: Dylan McDermott, Sierra McCormick, Kaia Gerber, Paris Jackson, Merrin Dungey, Mercedes Mason, Noah Cyrus, Adam Hagenbuch, Jamie Brewer, John Brotherton, Nicolas Bechtel, Tom Lenk, Selena Sloan, Ashley Martin Carter, Valerie Loo |                    |                          |                 |                            |                     |

### Mùa 2 (2022)
| TT. tổng thể | TT. trong mùa phim | Tiêu đề       | Đạo diễn               | Biên kịch        | Ngày phát sóng gốc  |
| --- | ------------------ | ------------- | ---------------------- | ---------------- | ------------------- |
| 8 | 1                  | "Dollhouse"   | Loni Peristere         | Manny Coto       | 21 tháng 7 năm 2022 |
| Diễn viên: Denis O'Hare, Kristine Froseth, Houston Jax Towe, Abby Corrigan, Simone Recasner, Maryssa Menendez, Emily Morales-Cabrera, Matt Lasky, Caitlin Dulany |                    |               |                        |                  |                     |
| 9 | 2                  | "Aura"        | Max Winkler            | Manny Coto       | 28 tháng 7 năm 2022 |
| Diễn viên: Gabourey Sidibe, Max Greenfield, Joel Swetow, Lily Rohren, Vince Yap, Nancy Linehan Charles                                                           |                    |               |                        |                  |                     |
| 10 | 3                  | "Drive"       | Yangzom Brauen         | Manny Coto       | 4 tháng 8 năm 2022  |
| Diễn viên: Bella Thorne, Nico Greetham, Anthony De La Torre, Billie Bodega, Austin Woods                                                                         |                    |               |                        |                  |                     |
| 11 | 4                  | "Milkmaids"   | Alonso Alvarez-Barreda | Our Lady J       | 11 tháng 8 năm 2022 |
| Diễn viên: Cody Fern, Julia Schlaepfer, Seth Gabel, Addison Timlin, Ian Sharkey                                                                                  |                    |               |                        |                  |                     |
| 12 | 5                  | "Bloody Mary" | S.J. Main Muñoz        | Angela L. Harvey | 18 tháng 8 năm 2022 |
| Diễn viên: Dominique Jackson, Quvenzhané Wallis, Raven Scott, Kyla Drew, Kyanna Simone, Shane Callahan, Ryan D. Madison, Tiffany Yvonne Cox                      |                    |               |                        |                  |                     |
| 13 | 6                  | "Facelift"    | Marcus Stokes          | Manny Coto       | 25 tháng 8 năm 2022 |
| Diễn viên: Judith Light, Rebecca Dayan, Britt Lower, Todd Waring, Cornelia Guest                                                                                 |                    |               |                        |                  |                     |
| 14 | 7                  | "Necro"       | Logan Kibens           | Crystal Liu      | 1 tháng 9 năm 2022  |
| Diễn viên: Madison Iseman, Cameron Cowperthwaite, Spencer Neville, Jeff Doucette, Sara Silva, Jessika Van, Chelsea M. Davis                                      |                    |               |                        |                  |                     |
| 15 | 8                  | "Lake"        | Tessa Blake            | Manny Coto       | 8 tháng 9 năm 2022  |
| Diễn viên: Alicia Silverstone, Olivia Rouyre, Teddy Sears, Bobby Hogan, Heather Wynters, Jarrod Crawford                                                         |                    |               |                        |                  |                     |

## Quảng bá
Vào ngày 12 tháng 11 năm 2020, Murphy tiết lộ poster quảng bá cho bộ phim thông qua tài khoản Instagram của ông và công bố mùa đầu tiên sẽ bao gồm 16 tập, trong số đó sẽ bao gồm cả những diễn viên từng xuất hiện trong Truyện kinh dị Mỹ. Vào ngày 23 tháng 6 năm 2021, FX cho ra mắt thêm 2 posters quảng bá cho bộ phim và trailer có sự xuất hiện của Rubber Woman. Vào ngày 8 tháng 7 năm 2021, FX cho ra mắt trailer chính thức cho mùa đầu tiên. Vào ngày 21 tháng 6 năm 2022, FX cho ra mắt poster quảng bá cho mùa thứ hai. Vào ngày 30 tháng 6 năm 2022, FX cho ra mắt teaser chính thức cho mùa hai, trong đó gồm những con búp bê hình người. Vào ngày 13 tháng 7 năm 2022, FX cho ra mắt trailer chính thức.

## Ra mắt
Bộ phim được dự tính sẽ phát sóng trên FX, tuy nhiên vào ngày 22 tháng 6 năm 2020, bộ phim được thông báo sẽ lên sóng trên Hulu. American Horror Stories được công chiếu vào ngày 15 tháng 7 năm 2021. Bộ phim được chiếu trên thế giới trên Disney+ bắt đầu từ ngày 15 tháng 8 năm 2021. Mùa thứ hai sẽ được lên sóng vào ngày 21 tháng 7 năm 2022.

## Tiếp nhận

### Lượt xem
Theo Whip Media, American Horror Stories là bộ phim đứng thứ 10 có lượt xem nhiều nhất trong tất cả các nền tảng streaming ở Hoa Kỳ trong tuần trước ngày 7 tháng 8 năm 2022, đứng thứ 5 trong tuần trước ngày 4 tháng 9 năm 2022, và đứng thứ 5 trong tuần trước ngày 11 tháng 9 năm 2022.

### Đánh giá chuyên môn
Trên trang đánh giá Rotten Tomatoes, tổng thể bộ phim nhận được số 66% tỷ lệ tán dương.

#### Mùa 1
American Horror Stories nhận hầu hết là các phê bình trái chiều từ giới chuyên môn. Trang đánh giá Rotten Tomatoes cho mùa phim 54% tỷ lệ tán dương dựa trên 39 bài đánh giá với số điểm trung bình là 4,60/10. Trang tổng hợp: "Mặc dù American Horror Stories cũng có những khoảnh khắc hay, nhưng sự thiếu nhất quán trong chất lượng và không đủ độ kinh dị khiến tổng thể bộ phim trở nên nhạt nhẽo".
Theo trang Metacritic, mùa thứ nhất được 54/100 điểm dựa trên 5 bài đánh giá.

#### Mùa 2
Theo Rotten Tomatoes, mùa thứ hai nhận được 80% tỷ lệ tán dương dựa trên 5 bài đánh giá với số điểm trung bình là 6,30/10.
Vanessa Maki của trang The Mary Sue bình luận: "American Horror Stories mùa thứ 2 đã tiến bộ hơn rất nhiều so với mùa trước. Hầu hết mọi tập phim đều thú vị và nhiều tập thì hay đến vô cùng. Họ đã sửa được nhiều vấn đề của mùa trước và giờ bộ phim thực sự đã đạt được kỳ vọng mà nó đặt ra trước đó." Robert Vaux thuộc trang CBR cho rằng: "Mùa đầu tiên không thể thoát khỏi cái bóng ấy chỉ với một vài tập hay (và nhiều tập trung bình) rải rác giữa những tập phim kết nối trở về ngôi nhà sát nhân khét tiếng của loạt phim. Mùa thứ hai đã tiến bộ hơn trước, chỉ nhắc tới bộ phim chính một lần và tập trung vào việc kể những câu chuyện thú vị hơn là gợi nhắc cho người xem nguồn gốc của nó."
Brecken Hunter Wellborn thuộc tờ Collider ca ngợi diễn xuất của Nico Greetham, cho rằng: "Diễn xuất của Greetham có sự khác biệt đáng kể so với những vai diễn trước nói chung và các vai diễn trong Truyện Kinh dị Mỹ nói riêng của anh. [...] Dù giờ anh đã góp mặt trong 3 vai phụ, American Horror Stories mùa thứ 2 chứng tỏ rằng franchise này thực sự cần đưa Greetham trở thành diễn viên chính trong dàn diễn viên của mình."

### Giải thưởng
| Year | Award                                          | Category                                                                                              | Nominee(s) | Result    | Ref(s)        |
| ---- | ---------------------------------------------- | --- | --- | --------- | ------------- |
| 2022 | Make-Up Artists and Hair Stylists Guild Awards | Television Series, Limited or Miniseries or Television New Media Series – Best Contemporary Make-Up   | Tyson Fountaine, Melissa Buell, Ron Pipes, and Gage Munster                                                                      | Đoạt giải | [ 31 ] [ 32 ] |
| 2022 | Make-Up Artists and Hair Stylists Guild Awards | Television Series, Limited or Miniseries or Television New Media Series – Best Special Makeup Effects | Jason Hamer, Cale Thomas, Hiroshi Yada, and Cary Ayers                                                                           | Đề cử     | [ 31 ] [ 32 ] |
| 2022 | Set Decorators Society of America Awards       | Best Achievement in Décor/Design of a One Hour Fantasy or Science Fiction Series                      | Sandra Skora and Eve McCarney | Đề cử     | [ 33 ]        |
| 2022 | Primetime Creative Arts Emmy Awards            | Outstanding Contemporary Hairstyling                                                                  | Valerie Jackson and Lauren Poole                                                                                                 | Đề cử     | [ 34 ]        |
| 2022 | Primetime Creative Arts Emmy Awards            | Outstanding Contemporary Makeup (Non-Prosthetic)                                                      | Tyson Fountaine, Elizabeth Kellogg, Elizabeth Briseno, Ron Pipes, Gage Munster, Heather Cummings, Michael Johnston and Lufeng Qu | Đề cử     | [ 34 ]        |